# Abt-Fulrad-Straße 3 (Esslingen)

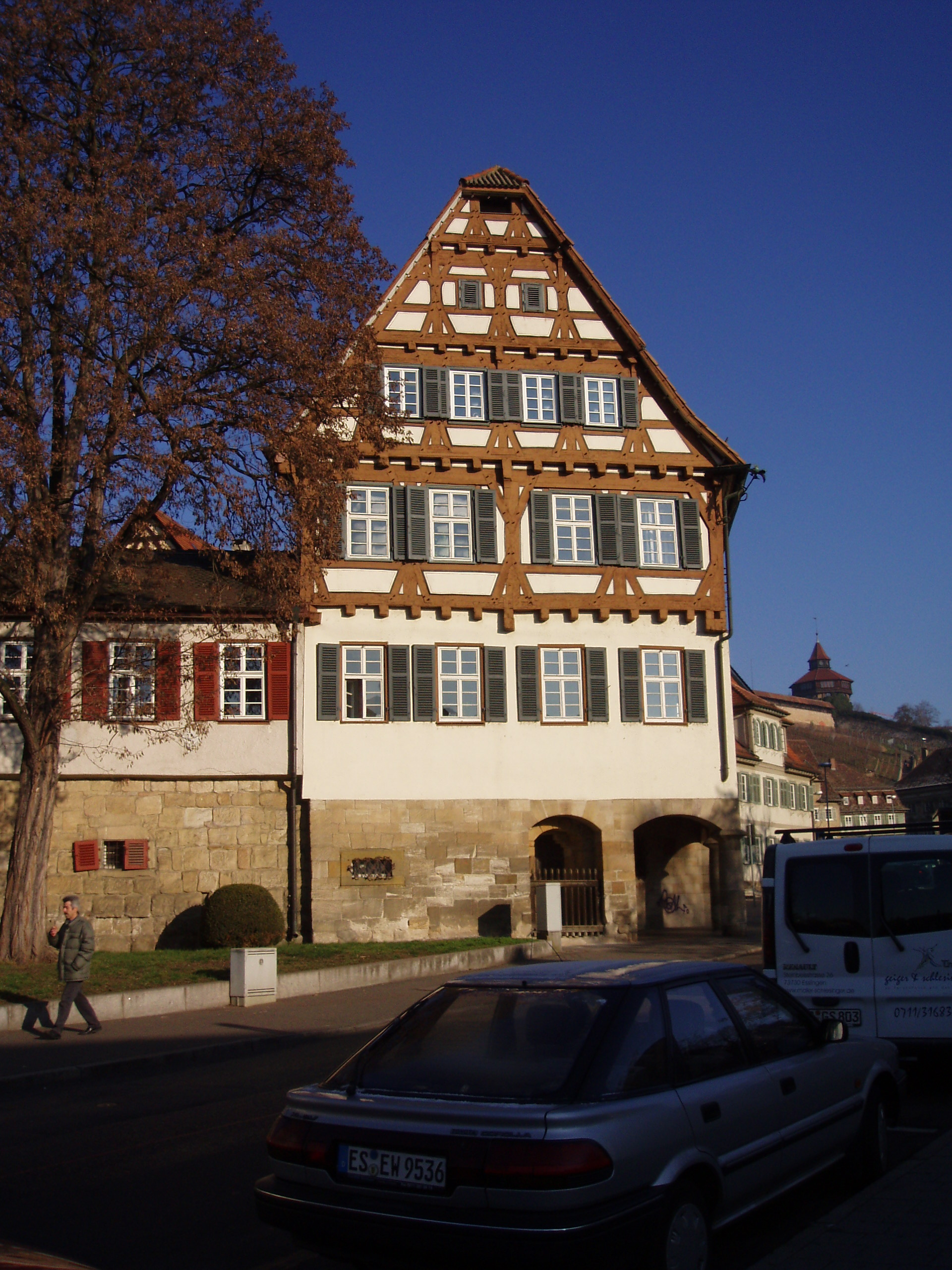
Giebelseite

Das Bauwerk Abt-Fulrad-Straße 3 in Esslingen am Neckar ist ein mittelalterliches Fachwerkhaus.

## Geschichte
Das Haus wurde im Jahr 1488 auf einen spätmittelalterlichen Unterbau, der zum Teil aus Buckelquadern besteht, als zweistöckiger Fachwerkbau aufgesetzt. In den Jahren 1766 und 1813/18 wurden Umbauten vorgenommen. Unter anderem wurde ein zweigeschossiger Westflügel angebaut, wobei Teile der alten Stadtmauer einbezogen wurden. Eine spätgotische Pforte in der einstigen Stadtmauer führte zum Agnesfriedhof. Entworfen wurde der Anbau von Gottlieb Christian Eberhard von Etzel. Er weist die schlichten Formen auf, die für den schwäbischen Klassizismus typisch sind. 

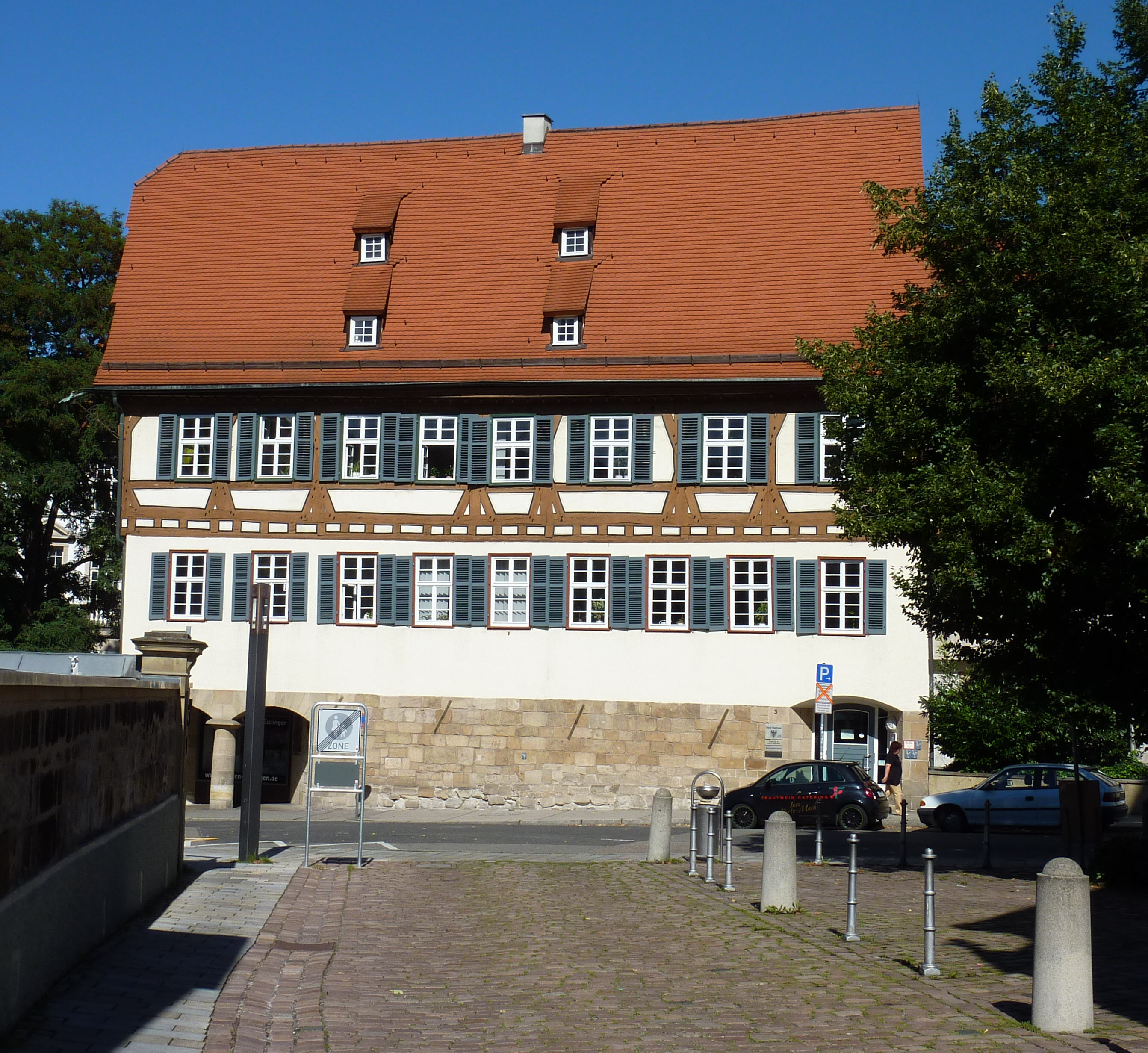
Fassade zur Abt-Fulrad-Straße

Das Mauerwerk auf der Südseite wurde 1921 erneuert. 1953 erfolgte der Einbau von Arkaden im Erdgeschoss sowie eines neuen Portals auf der Ostseite. Unter dem Haus befindet sich das Geiselbachgewölbe.
Das Haus wurde bis 1910 als Lateinschule genutzt. Nach dem Umzug der Schule in den Neubau des Georgii-Gymnasiums wurde das Gebäude anderen Nutzungen zugeführt, heute dient es als Behördensitz.